# Acrosticta rubida
Acrosticta rubida är en tvåvingeart som först beskrevs av Friedrich Hermann Loew 1876.  Acrosticta rubida ingår i släktet Acrosticta och familjen fläckflugor. Inga underarter finns listade i Catalogue of Life.